# Bolbitis aliena
Bolbitis aliena är en träjonväxtart som först beskrevs av Olof Peter Swartz, och fick sitt nu gällande namn av Arthur Hugh Garfit Alston. Bolbitis aliena ingår i släktet Bolbitis och familjen Dryopteridaceae. Inga underarter finns listade.